# Ганна Піткін
Ганна Фенішел Піткін (нім. Hanna Fenichel Pitkin; 17 липня 1931, Берлін — 6 травня 2023, Берклі, Каліфорнія) — американський політолог.
1938 року її родина емігрувала до США, де 1961 року в Каліфорнійському універистеті міста Берклі Ганна здобула науковий ступінь доктора філософських наук. Сьогодні вона почесний професор факультету політичних наук Каліфорнійського універистету.
1982 року університет нагородив її за видатні досягнення в педагогічній діяльності (Distinguished Teaching Award).
Ганна Піткін — політичний ідеолог, інтереси якої охоплюють історію європейської політичної думки від давніх до сучасних часів, включно філософію звичайної мови та текстовий аналіз, а також питання психоаналіза та ґендера в політичній та соціальній теорії. Крім численних статей та видань вчений відома за такими роботами, як «Концепція представництва» (The Concept of Representation, 1967), «Віттгенштейн і справедливість» (Wittgenstein and Justice, 1972, 1984, 1992). 1998 року вона опублікувала працю „Атака Блоба: Концепція Ганни Арендт про «Соціальне Буття»“ (The Attack of the Blob: Hannah Arendt's Concept of «the Social»).
2003 року Ганні Піткін було присуджено премію Йогана Скайтте (Johan Skytte) в галузі політичних наук «за новаторську теоретичну працю стосовно питання представництва».
Її чоловік, видатний науковець та політичний ідеолог, Джон Шаар (John Schaar) також працює в Каліфорнійському університеті. Одним із найкращих учнів Ганни Піткін є Ден Евнон (Dan Avnon), що працює в Єрусалимському університеті.